# تون باستور
تون باستور (بالهولندية: Toon Pastor)‏ (مواليد 10 يناير 1929) هو ملاكم هولندي، مثّل بلاده في الألعاب الأولمبية الصيفية 1952.

## روابط خارجية
تون باستور على موقع أوليمبيديا (الإنجليزية)